# Histoire des Juifs en Uruguay
Voir aussi
L'histoire des Juifs en Uruguay, ou sur le territoire qui lui correspond actuellement, remonte au XVIe siècle, à cause de l'Inquisition espagnole et se poursuit jusqu'à nos jours. L'Uruguay possède la quatrième plus grande communauté juive d'Amérique du Sud et la première en proportion de la population totale du pays.

## Immigration juive en Uruguay
L'arrivée des Juifs à la Bande orientale remonte au XVIe siècle, à l'époque coloniale. L’Inquisition espagnole ne représente pas alors une force significative sur le territoire, et la première colonie juive enregistrée sur ce territoire remonte aux années 1770. La fin de l'Inquisition en 1813 a ouvert la voie à une meilleure acceptation des Juifs en Uruguay tout au long du XIXe siècle.
Une immigration juive importante débute à la fin du XIXe siècle, lorsque certains Sépharades des pays voisins comme le Brésil et l'Argentine migrent en Uruguay à la recherche d'une meilleure qualité de vie. 
La population juive se concentre à Montevideo : le quartier de Villa Muñoz (es) accueille une grande partie de l'immigration juive arrivant en Uruguay, et constitue le plus grand quartier juif de la capitale et le noyau de la communauté juive du pays. 
À l'époque, après l'expansion de la ville, est construite « Reus al Norte (es) », une zone d'habitation à Villa Muñoz, habitée principalement par des immigrants juifs. 
On crée des mikves, des écoles et des institutions juives, et la première synagogue en 1917 par une petite communauté ashkénaze.
En 1915, 30 familles juives de Biélorussie et de Bessarabie s'installent dans la zone rurale du département de Paysandú et ont établi une colonie agricole, Colonia 19 de Abril. 
La majorité de l’immigration juive en Uruguay se déroule dans les années 1920-1930. 
Le choix de l'Uruguay comme destination est alors influencé par le fait que, avec la Constitution de 1918, la séparation entre l'État et l'Église a été réalisée, et le pays est devenu laïc. 
Au cours de ces années, la première institution juive, Ezra, est fondée, dans le but d'aider les nouveaux arrivants à s'adapter au pays. 
Après la Première Guerre mondiale, le nombre d'ashkénazes en Uruguay augmente considérablement, avec l'arrivée de Juifs de Lettonie, de Lituanie, de Pologne, d'Estonie, de Roumanie et de Tchécoslovaquie. 
Les Juifs se regroupent en communautés en fonction de leur lieu d'origine, :
- la Comunidad Israelita del Uruguay (Kehilá), à majorité azkénaze, fondée en 1916 ;
- la Communauté israélite séfarade, fondée en 1932, par fusion d'autres sociétés séfarades ;
- la Communauté israélite hongroise d'Uruguay, également fondée en 1932 par des Juifs hongrois ;
- et la Nouvelle Congrégation Israélite, née en 1936 de Juifs originaires d'Autriche et d'Allemagne[11].

À la fin des années 1930, en raison de l'antisémitisme en Europe avec l'arrivée au pouvoir d'Adolf Hitler, les différentes communautés se réunissent pour créer une entité unique qui représente l'ensemble de la communauté juive du pays : en décembre 1940, naît le Comité central israélite d'Uruguay (es). 
Sous la dictature de Gabriel Terra, la loi No. 8868, communément connue sous le nom de « Loi sur les indésirables », durcit la politique d'immigration uruguayenne. 
À cette époque, l'arrivée d'immigrants est rejetée et, dans certains cas, l'entrée de bateaux de réfugiés au port de Montevideo est refusée en invoquant le "manque de conditions et de documents".
Cependant, pendant la Seconde Guerre mondiale, un nombre important de Juifs s'installent en Uruguay. 
Après la fin du conflit, par un décret du ministère des Affaires étrangères, il est établi que les personnes ayant des proches résidant déjà en Uruguay sont exemptées de l'obligation de « démontrer la solvabilité nécessaire pour rester dans le pays », comme l'établit par la réglementation alors. 
Ainsi, entre janvier et septembre 1946, environ 1 578 survivants juifs de la Shoah sont accueillis, principalement originaires de Pologne, d’Allemagne et de Hongrie. 

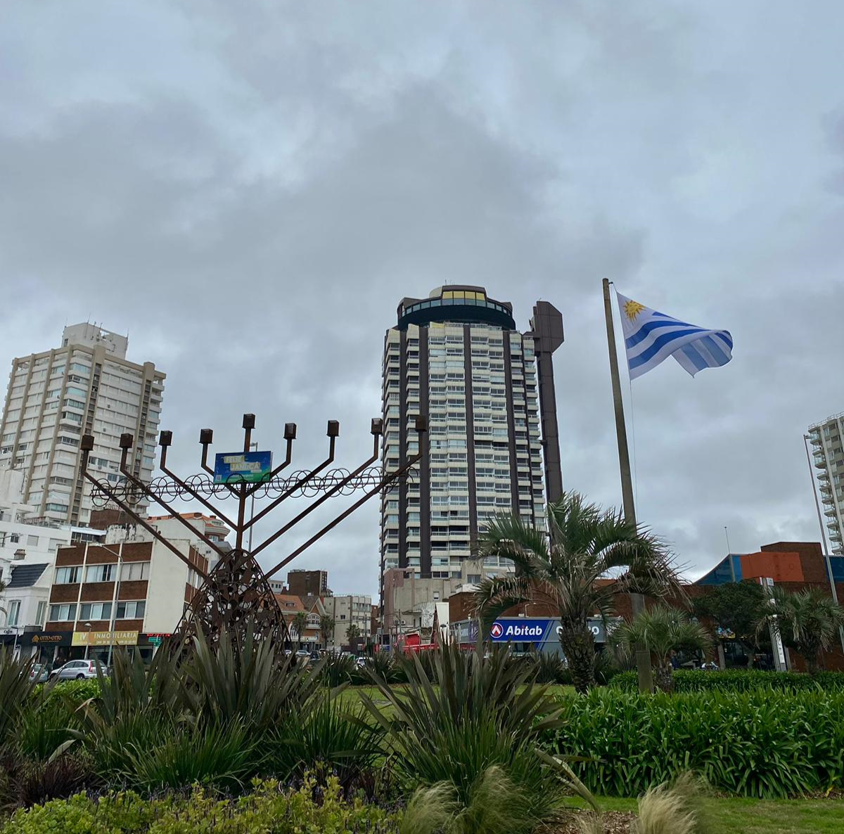
Ménorah publique à Punta del Este, une ville avec une importante communauté juive. Le drapeau de l'Uruguay en arrière-plan.

En 1948, le gouvernement uruguayen soutient la création de l’État d’Israël, et l’un des premiers pays au monde à le reconnaître. 
Au cours de la guerre israélo-arabe de 1948, qui entraîne un exode massif des Juifs des pays arabes et musulmans, beaucoup d’entre eux s'installents en Uruguay. 
En 1952, l'American Jewish Yearbook estime le nombre de Juifs en Uruguay à 40 000, bien que le pic de population ait été atteint dans les années 1960, avec environ 50 000 personnes. En 2019, entre 20 000 et 25 000 Juifs vivaient en Uruguay, la majorité résidant à Montevideo mais avec des communautés importantes à Maldonado et Paysandú. À partir de 2018, en raison de la crise économique que traverse l’Argentine, de nombreux Juifs argentins se sont installés à Punta del Este.